# Temporada de ciclones no Pacífico Sul de 2022-2023
A temporada de ciclones no Pacífico Sul de 2022–23 é o período do ano em que a maioria dos ciclones tropicais se forma no Oceano Pacífico Sul a leste de 160 ° E. A temporada começou oficialmente em 1 de novembro de 2022 e terminará em 30 de abril de 2023, no entanto, um ciclone tropical pode se formar a qualquer momento entre 1º de julho de 2022 e 30 de junho de 2023 e contará para o total da temporada. Durante a temporada, os ciclones tropicais serão monitorados oficialmente pelo Serviço Meteorológico de Fiji, pelo Australian Bureau de Meteorologia e pelo Serviço Meteorológico de Nova Zelândia. As Forças Armadas dos Estados Unidos, por meio do Joint Typhoon Warning Center (JTWC), também rastreiam a bacia e emitem alertas não oficiais para os interesses americanos. O FMS atribui um número e um sufixo F a distúrbios tropicais que se formam ou se movem para dentro da bacia, enquanto o JTWC designa ciclones tropicais significativos com um número e um sufixo P. O BoM, FMS e MetService usam a Escala Australiana de Intensidade de Ciclones Tropicais e estimam a velocidade do vento durante um período de dez minutos, enquanto o JTWC estima ventos sustentados durante um período de 1 minuto, que são posteriormente comparados com a Escala de furacões de Saffir-Simpson ( SSHWS).

## Previsões sazonais
| Fonte/Recorde               | Ciclone Tropical | Ciclone Tropical Severo]] | Ref      |
| Recordes                    | Recordes         | Recordes                  | Recordes |
| --------------------------- | ---------------- | ------------------------- | -------- |
| Média (1969-70 - 2021–22):  | 7                | 3                         | [ 1 ]    |
| Recorde alto:               | 1997–98: 16      | 1982–83: 10               | [ 2 ]    |
| Recorde baixo:              | 1990–91: 2       | 2008–09: 0                | [ 2 ]    |
| Previsões                   |                  |                           |          |
| CWCL Julho                  | 6–9              | —                         | [ 3 ]    |
| CWCL Agosto                 | 6–9              | —                         | [ 4 ]    |
| CWCL Outubro                | 6–10             | —                         | [ 5 ]    |
| NIWA Outubro                | 6–10             | 3–4                       | [ 6 ]    |
| Fiji Meteorological Service | 5–7              | 1–4                       | [ 1 ]    |

Durante Julho de 2022, o Centro de Água, Clima e Terra (Cwcl) da Universidade de Newcastle, na Austrália, emitiu a sua primeira perspectiva de ciclones tropicais de longo alcance para a temporada 2022-23. No quadro das perspectivas, a CWCL teve em conta as persistentes condições semelhantes às do La Niña no Oceano Pacífico Tropical, que se previa que continuassem e as temperaturas modeladas da superfície do mar sobre o Oceano Índico, que apontavam para a ocorrência de um evento dipolo negativo no Oceano Índico. como resultado, previram que a região do Pacífico Sul entre 135 e e 120 W, ver uma estação de ciclones tropicais quase normal, com entre seis e nove ciclones tropicais ocorrendo durante a temporada.
Previram também que a Polinésia Francesa, Niue, Norte da Nova Zelândia, Papua Nova Guiné, Tokelau, Tonga, Tuvalu, Wallis e Futuna, as Ilhas Cook, Samoano e Pitcairn, tiveram um impacto abaixo do normal de um ciclone tropical. pensava-se que as Fiji, a Nova Caledónia e as Ilhas Salomão tinham uma probabilidade quase normal de serem afectadas por um ou mais ciclones tropicais, enquanto esperava-se que Vanuatu enfrentasse uma probabilidade acima do normal de serem afectadas por um ou mais ciclones tropicais. A CWCL actualizou posteriormente as suas previsões durante o mês de agosto e previu que as Ilhas Salomão e Vanuatu, correria um risco abaixo do normal de ser afectado por um ou mais ciclones tropicais. previram igualmente que a Papua-Nova Guiné enfrenta actualmente uma probabilidade acima da média de ser afectada por um ou mais ciclones tropicais. durante o mês de outubro, a CWCL divulgou as suas perspectivas finais antes do início da temporada de ciclones e observou que as Ilhas Salomão, O Norte da Nova Zelândia e Vanuatu enfrentam agora um risco quase normal de serem afectadas por um ou mais ciclones tropicais.
O Instituto Nacional de Investigação da Água e da atmosfera (NIWA) da Nova Zelândia publicou posteriormente o Southwest Pacific Tropical Cyclone Outlook, que teve em conta as perspetivas de ciclones tropicais da CWCL, bem como as condições de oscilação El Niño-Sul que estavam presentes sobre a bacia e que se prevêem que ocorram durante a estação. a perspectiva previa um número quase médio de ciclones tropicais para a temporada 2022-23, com seis a dez ciclones tropicais nomeados, previsto para ocorrer entre 135 e e 120 W, em comparação com uma média de pouco menos de 9. Esperava-se que três ou quatro dos ciclones tropicais se intensificassem ainda mais e se tornassem ciclones tropicais graves, embora tenha sido observado que um ciclone tropical grave de categoria 5 poderia ocorrer durante a estação.

## BoM
O BoM emitiu duas previsões sazonais para o sul do Oceano Pacífico, para as suas regiões auto-definidas do leste e oeste do Oceano Pacífico Sul. previram que a região Oeste, Entre 142,5 e e 165 e, tinha 65% de probabilidade de ver mais de 4 ciclones tropicais, enquanto a região leste, entre 165 e E 120 W, tinha 43% de probabilidade de ver mais de 6 ciclones tropicais.

## Sistemas

### Depressão tropical 01F
Em 10 de dezembro, o FMS informou que a perturbação tropical 01F havia se desenvolvido, dentro de uma área de baixo vento vertical perto das Ilhas Lau do Sul de Fiji. Movendo-se para o sul sob um ambiente de tosquiado moderado com temperaturas quentes da superfície do mar, 01F intensificou-se em uma depressão tropical no final de 11 de dezembro, antes de ser direcionado para um ambiente altamente tosquiado devido a uma crista superior ao norte e a uma depressão superior que se aproximava do oeste. posteriormente, mudou-se para a área de responsabilidade da TCWC Wellington, onde foi reclassificado como uma baixa não tropical mais profunda foi anotado pela última vez em 13 de dezembro, perto da Nova Zelândia.

### Distúrbio tropical 02F
No final de 29 de dezembro, o FMS informou que a perturbação tropical 02F tinha desenvolvido ao sul de Vanuatu. A JTWC deu-lhe uma baixa oportunidade de desenvolvimento devido ao sistema ter uma LLC totalmente obscurecida e num ambiente favorável de baixo cisalhamento do vento, bom escoamento em direção aos pólos e temperaturas quentes da superfície do mar. Às 3: 00 UTC de 30 de dezembro, a JTWC anunciou que o sistema tinha transitado para um ciclone subtropical, no entanto, a agência deu ao sistema uma baixa chance de se transformar em ciclone tropical devido ao ambiente desfavorável persistente. O sistema passou então para a área de responsabilidade do TCWC Wellington no dia seguinte, onde foi reclassificado como um baixo não tropical.

### Distúrbio tropical 03F
No final de 5 de janeiro, o FMS informou que o distúrbio tropical 03F havia se formado perto da Nova Caledônia. Em geral, o sistema deslocou-se para sudeste antes de o FMS cessar os avisos sobre o sistema, em 7 de janeiro. No entanto, em 8 de janeiro, a CABTJ deu a possibilidade de desenvolvimento do sistema, embora em ambiente favorável, estivesse muito próximo do Hale.[22] mas após reanálise, a convecção foi reativada e uma característica ocular foi visível. But upon reanalysis, convection re-fired, and an eye feature was visible.

### Ciclone tropical Hale
Em 7 de janeiro, a baixa tropical 07U mudou-se para a bacia da região da Austrália, quando foi imediatamente reclassificado como depressão tropical 04F pelo FMS. No final do mesmo dia, intensificou-se para um ciclone tropical de categoria 1, com o FMS a denominar-se Hale. Naquela época, a tempestade estava sentindo os efeitos do cisalhamento moderado do vento, com sua estrutura convectiva se dividindo em duas regiões diferentes, antes de começar a enfraquecer à medida que o cisalhamento aumentava e seu centro de baixo nível se tornava alongado. A FMS emitiu o seu último Aviso sobre o Hale no dia seguinte, à medida que este se deslocava para leste-sudeste em direção à área de responsabilidade do TCWC Wellington, onde o reclassificaram como uma baixa extratropical seis horas depois. Posteriormente, a CABT suspendeu as advertências no sistema três horas mais tarde.
Em preparação para o Hale, a MetService emitiu avisos de chuva forte e vento para muitas partes da Nova Zelândia. Um estado de emergência foi posteriormente declarado na parte nordeste da Nova Zelândia à medida que se aproximava do país. Em 10 e 11 de janeiro, Hale provocou inundações e deslizamentos generalizados nas zonas norte e leste do país, nomeadamente nas zonas de Coromandel e Gisborne. O corte Florestal lavado obstruiu muitos rios na região de Gisborne, exacerbando as inundações e acumulando-se em torno de pontes a jusante. Vários metros de costa foram erodidos pela tempestade em Whitianga, ameaçando edifícios à beira-mar, como o Mercury Bay Boating Club. Uma criança foi morta na praia de Waikanae no dia 25 de janeiro, duas semanas depois de Hale ter atingido o país, depois de cair enquanto brincava com destroços florestais deixados pelo ciclone.

### Ciclone tropical Irene
No início de 13 de janeiro, o FMS observou que se esperava que um sistema de baixa pressão se desenvolvesse a oeste de Vanuatu nos próximos 5 dias, e deu-lhe uma chance moderada de desenvolvimento. No entanto, a baixa formou-se na região australiana no final do mesmo dia, e, em 14 de janeiro, organizou-se numa perturbação tropical, com o FMS a designar como 05F. 05F entrou brevemente na bacia no dia seguinte, antes de voltar posteriormente para a região australiana no final do mesmo dia.
Em 17 de janeiro, 05F voltou para a bacia do Pacífico Sul, onde foi atualizado para uma depressão tropical pelo FMS. Às 03: 00 UTC de 18 de janeiro, os JTWC começaram a emitir avisos sobre o sistema, classificando-o como ciclone tropical 09P. O FMS posteriormente seguiu o exemplo, atualizando o sistema para um ciclone tropical de categoria 1 na escala australiana e nomeando-o Irene. Nessa época, as imagens de satélite mostraram que a Irene estava a desenvolver rapidamente um CDO (Central dense overcast). Sob um ambiente favorável de temperaturas quentes da superfície do mar, baixo cisalhamento do vento e forte escoamento em direção aos pólos, Irene intensificou-se em um ciclone tropical de categoria 2 no final do mesmo dia. No entanto, à medida que se deslocava sobre a Ilha Tanna, em Vanuatu, o seu centro de circulação de baixo nível fracamente definido e alongado rapidamente ficou exposto devido ao cisalhamento do vento, levando a JTWC a emitir o seu aviso final sobre Irene e a reclassificar o sistema como um ciclone subtropical até 19 de janeiro. O FMS posteriormente rebaixou Irene para um ciclone tropical de categoria 1, e continuou a emitir avisos, uma vez que enfraqueceu enquanto se deslocava para leste-sudeste, antes de declarar o sistema um ciclone extratropical no mesmo dia. Irene foi notificada pela última vez no dia seguinte.
Foi emitido um alerta de chuva forte para algumas partes de Fiji e o público foi aconselhado a estar em alerta máximo. Foram igualmente emitidos avisos semelhantes a Vanuatu. Em 19 de janeiro, Irene causou inundações e cortes de energia em Port Villa.

### Depressão tropical 06F
Em 20 de janeiro, uma baixa tropical entrou na bacia da região australiana, onde o FMS imediatamente designou o sistema como depressão tropical 06F. Mais tarde, no mesmo dia, o JTWC atualizou o sistema para uma tempestade tropical e designou-o como ciclone Tropical 10p, embora o sistema estivesse ficando exposto devido a uma infiltração de ar seco. Com o sistema a ficar totalmente exposto devido ao aumento do cisalhamento do vento e a grandes quantidades de ar seco, o JTWC emitiu o seu último aviso no dia 06F do dia seguinte. O FMS continuou a emitir avisos em 06F enquanto continuava a leste-sudeste, antes de virar Sul-Sudoeste e enfraquecer para uma área de baixa pressão até 22 de janeiro. Os remanescentes do sistema impactaram a Nova Zelândia em 27 de janeiro, causando graves inundações e matando 4 pessoas.

### Ciclone tropical severo Gabrielle
Em 10 de fevereiro, o ciclone tropical Severo Gabrielle mudou-se para a bacia da região da Austrália, como um ciclone tropical severo de categoria 3 na escala Australiana. Gabrielle começou a experimentar um aumento no cisalhamento vertical do vento noroeste, o JTWC rebaixou-o para um ciclone equivalente à categoria 1. Mais tarde naquele dia, Gabrielle mudou-se para a área de responsabilidade da MetService. Às 21:00 UTC, a circulação de baixo nível ficou totalmente exposta na convecção central, o JTWC interrompeu os avisos no sistema. Mais tarde, no dia seguinte, Gabrielle foi rebaixada para um ciclone tropical de categoria 2 pelo MetService. Gabrielle passou posteriormente directamente sobre a Ilha Norfolk. O BoM e o MetService informaram que Gabrielle havia transitado para uma baixa subtropical profunda mais tarde naquele dia. A JTWC classificou-a como uma tempestade subtropical.
Avisos meteorológicos foram emitidos em toda a Ilha Norfolk e Nova Zelândia, com vários estados de emergência sendo declarados na Nova Zelândia quando o ciclone impactou o país. Chuvas e ventos fortes provocaram quedas de energia generalizadas e inundações em toda a upper North Island, tendo sido declarado o estado de emergência nacional em 14 de fevereiro. Duas pessoas foram mortas em Muriwai, enquanto outras seis foram mortas em Hawke's Bay, e uma pessoa morta em Gisborne. A Nova Zelândia declarou estado de emergência nacional pela terceira vez na sua história em 14 de fevereiro, quando o ciclone Gabrielle causou inundações generalizadas, deslizamentos de terra e enormes ondas oceânicas.

## Nomes de tempestade
No Pacífico Sul, considera-se que uma depressão tropical atingiu a intensidade do ciclone tropical, caso atinja ventos de 35 kn (65 km/h; 40 mph) e é evidente que os vendavais estão ocorrendo pelo menos na metade do centro. Com depressões tropicais se intensificando em um ciclone tropical entre o Equador e 25°S e entre 160°E - 120°W nomeado pelo FMS. No entanto, se uma depressão tropical se intensificar ao sul de 25°S entre 160°E e 120°W, ela será nomeada em conjunto com o FMS pelo MetService. Se um ciclone tropical sair da bacia e entrar na região australiana, ele manterá seu nome original. Os próximos 10 nomes na lista de nomes estão listados aqui abaixo.
| - Hale - Irene - Judy (sem ser usado) - Kevin (sem ser usado) - Lola (sem ser usado) | - Mal (sem ser usado) - Nat (sem ser usado) - Osai (sem ser usado) - Pita (sem ser usado) - Rae (sem ser usado) |  |

Se um ciclone tropical entrar na bacia do Pacífico Sul a partir da bacia da região da Áustrália (a oeste de 160°E), manterá o nome que lhe foi atribuído pela BoM. As seguintes tempestades foram nomeadas desta maneira:
- Gabrielle

## Efeitos da temporada
Esta tabela lista todas as tempestades que se desenvolveram no Pacífico Sul a leste da longitude 160°E durante a temporada 2022–23. Inclui sua intensidade na escala de intensidade de ciclones tropicais australianos, duração, nome, aterrissagens, mortes e danos. Todos os dados são retirados do RSMC Nadi e/ou TCWC Wellington, e todos os números de danos estão em 2022 ou 2023 USD.
| Nome                | Datas ativo         | Classificação máxima | Velocidade de vento sustentados | Pressão             | Áreas afetadas      | Danos (USD)         | Fatalidades         | Refs                |
| Totais da temporada | Totais da temporada | Totais da temporada  | Totais da temporada             | Totais da temporada | Totais da temporada | Totais da temporada | Totais da temporada | Totais da temporada |
| ------------------- | ------------------- | -------------------- | ------------------------------- | ------------------- | ------------------- | ------------------- | ------------------- | ------------------- |
| 0 systems           | Temporada em curso  |                      | 0 km/h (0 mph)                  | 0 hPa (0 inHg)      |                     | 0                   | 0                   |                     |